# Filozofie matematiky

Ilustrace Monty Hallova paradoxu, jednoho z logických hádanek podobně jako jako Russelův paradox problém tří vězňů ilustrujících nakolik se intuice může lišit od logicky správného řešení problému.

Filozofie matematiky je odvětví filozofie zkoumající filozofické předpoklady, nálezy a důsledky matematiky. Cílem filozofie matematiky je definovat základní podstatu a metodologii matematiky a rozumět roli matematiky v životě lidí. Logická podstata matematiky samotné je fundamentálním mechanismem vesmíru a většinou považována za jeden z přírodních zákonů.

## Témata
Mezi opakující se motivy patří:
- Do jaké míry lidstvo matematiku objevilo?
- Jaká je ontologická podstata matematiky?
- Co ve skutečnosti je matematický objekt?
- Jaké jsou filozofické aspekty čísel a kontinua?[1]
- Jaký je charakter matematického tvrzení?
- Jaký je vztah mezi logikou a matematikou?
- Jaká je úloha hermeneutiky v matematice?
- Jaké jsou cíle matematického bádání?
- Co z matematiky stojí na zkušenosti?
- Lze některá matematická fakta považovat za objektivní, nezávislá na lidském poznání (Platónský svět)?[2]
- Jak se na matematice obtiskla lidská povaha?
- Jaké jsou lidské vlastnosti matematika?
- Jaká je podstata matematické krásy či elegance?

## Historie
Pátrání po podstatě a původu matematiky sahá až do antiky. Existují tradiční směry jak ve východní, tak v západní filozofii. Západní filozofie pramení již z Platónových pracích o ontologické podstatě matematických objektů či Aristotelových úvahách o logice a nekonečnu.
Řecká filozofie byla velmi ovlivněna studiem geometrie. Právě zde se nejlépe ujal platonismus i se svou komplexní filozofií čísel.

### 20. století
Ve dvacátém století se filozofie matematiky znovu dostala do popředí se zkoumáním konceptů jako je formální logika, teorie množin, axiomizace matematiky, teorie nekonečen, matematika 4D objektů či komplexních čísel.
Všechny tyto teorie daly vzrůst mnohým filozofickým školám jako je moderní platonismus (full-blooded platonism), empiricismus, matematický monismus, logicismus, formalismus, konvencionalismus, psychologismus, intuicionismus, konstruktivismus, finitismus, strukturalismus či fikcionalismus a filozofie dnes důsledně zkoumá jejich důsledky na všech polích vědy.
Mezi hlavní směry filosofie matematiky patří
- Platonismus věřící, že matematické objekty (např. čísla, geometrické tvary) existují objektivně, nezávisle na lidské mysli ; matematika je tedy objevování těchto existujících entit.
- Formalismus, jehož zastánci matematiku pokládají za manipulaci s formálními symboly a pravidly. Důraz je kladen na to, zda je důkaz správně odvozen ze zadaného axiomatického systému.
- Konstruktivismus akceptující pouze to, co lze zkonstruovat, nikoli jen prokázat. Například dokázat, že existuje transcendentní číslo (tj. že ne všechna reálná čísla jsou algebraická) tím, že se demonstruje spočetnost algebraických čísel a nespočetnost reálných, je mnohem snazší, než dokázat, že např. Ludolfovo číslo nebo Eulerova konstanta je transcendentní. Takový důkaz ale konstruktivisté nepřipouštějí, stejně jako důkazy, které používají axiom výběru.